# Спрингфилд (Флорида)
Спри́нгфилд (англ. Springfield) — американский город в округе Бей, штат Флорида, к востоку от города Панама-Сити. Получил статус города 12 февраля 1935 года.

## Демография
По переписи 2010 года в городе проживало 8903 человека, имелось 3478 строений и 2209 семей. Плотность населения 794,9 чел./км², плотность застройки 378,4/км². Расовый состав: 66,0 % — белых, 23,8 % — афроамериканцев, 0,7 % — индейцев, 3,8 % — азиатов, 0,1 % — гавайцев, 1,9 % — представителей других рас и 3,8 % представителей смешанных рас. Испаноязычные составляют 5,8 % населения.